# Robert (imię)
Robert, Rupert – imię męskie pochodzenia germańskiego, z imienia Hrodebert. Wywodzi się od słów hrod (sława) oraz beraht (jasny, bystry), co oznacza „ten, który jest sławny”, „ten, który żyje w chwale” oraz „ten, który oświeca noce”.

## Statystyka
W 2018 r. Robertów było 263 621, a zarejestrowano 501 chłopców o tym imieniu. W 2019 r. w Polsce było zarejestrowanych 263 140 mężczyzn o imieniu Robert. Zajmuje on 48. miejsce w rankingu popularności imion w Polsce i 23. wśród imion męskich.
Żeński odpowiednik: Roberta

## Imieniny
Imieniny noszących to imię odbywają się w dniach:
- 21 lutego[2]
- 27 marca
- 17 kwietnia[3][4][2]
- 29 kwietnia[3][4][2]
- 13 maja[3][4][2]
- 15 maja
- 7 czerwca[3][4][2]
- 18 lipca[3][4][2]
- 17 września[2]
- 1 listopada.

## Patroni
Patronami tego imienia są święci:
- Rupert z Salzburga – biskup misyjny
- Robert z Molesme – założyciel cystersów
- Robert Bellarmin – doktor Kościoła
- Rupert z Bingen – niemiecki książę

## Imię w językach obcych i wariantach
- angielski, czeski, francuski, holenderski, niemiecki, szwedzki, duński: Robert
- hiszpański, portugalski, włoski: Roberto
- bretoński: Roparz
- węgierski, słowacki: Róbert
- fiński: Roope
- litewski: Robertas
- łaciński: Robertus
- tahitański: Ropati
- scots: Rab
- gaelicki szkocki: Raibeart
- starofrancuski: Robere
- łotewski: Roberts
- rosyjski: Роберт (Robiert)[5]

### Warianty
- Bert (czasem jako skrót od imienia Albert)
- Bertie
- Beto
- Betinho (z port.: mały Berto)
- Berto
- Bertus
- Bo
- Bob
- Bobby
- Bort
- Bubi
- Dobby
- Hob
- Nobby (także Norbert)
- Robby
- Rob (czasem jako skrót od imienia Robin)
- Robb
- Robo
- Roberts (łot.)
- Robbo

## Osoby identyfikowane po imieniu Robert

### Władcy
- Robert I
- Robert I Bruce
- Robert I Burgundzki – książę Burgundii
- Robert I – władca Franków
- Robert II
- Robert II Stewart
- Robert II Pobożny
- Robert III Stewart
- (Karol) Robert Andegaweński – król Węgier, mąż Elżbiety Łokietkówny

### Inne osoby
- Robert Abbot – biskup Salisbury
- Robert Abbott – amerykański programista komputerowy
- Robert Aldrich – reżyser
- Robert Altman – reżyser
- Robert Amirian – artysta
- Robert Ayton – poeta
- Robert Baden-Powell – twórca skautingu
- Roberto Baggio – piłkarz
- Robert Baldwin – polityk
- Robert Ballard – geolog, geofizyk
- Roberto Benigni – aktor
- Robert Bellarmin – duchowny, inkwizytor
- Robert Biedermann – przedsiębiorca
- Robert Biedroń – polski polityk, od 2019 eurodeputowany, w 2020 ubiegał się o urząd Prezydenta RP.
- Robert Borden – polityk
- Robert Bosch – inżynier, przedsiębiorca
- Robert Bourassa – polityk
- Robert Boyle – fizyk, chemik
- Robert Bridges – poeta
- Robert Barrett Browning – malarz
- Robert Browning – poeta
- Robert Brown – botanik
- Robert Brylewski – muzyk
- Robert Bunsen – naukowiec
- Robert Burneika –litewski kulturysta
- Robert Burns – poeta
- Robert Byrd – polityk
- Roberto Mauro Cantoro
- Roberto Carlos – piłkarz
- Robert Carlyle – aktor
- Roberto Cecon – skoczek narciarski
- Robert Clive – polityk, wojskowy
- Robert Conquest – historyk
- Robbert van de Corput – DJ i producent muzyczny
- Robert Cray – muzyk
- Robert Curl – chemik, noblista
- Robert Dados – żużlowiec
- Robert Dahl – politolog
- Robert De Niro – aktor
- Robert Desnos
- Robert B. Dickey
- Robert Donat
- Robert Duvall – aktor
- Robert Downey Jr. – aktor
- Robert Dymkowski
- Robert Edwin Peary
- Robert E. Howard
- Robert Enger
- Robert Engle
- Robert Falcon Scott – podróżnik
- Robert F. Engle
- Robert F. Furchgott
- Robert Fischer
- Robert Fludd
- Robert Flynn
- Robert Fogel
- Robert Friedrich –  muzyk, kompozytor, wokalista i autor tekstów,
- Robert Fripp – muzyk
- Robert Frost – amerykański poeta
- Robert Fulton – inżynier, wynalazca
- Robert Furchgott – biochemik, noblista
- Robert Gadocha – piłkarz
- Robert M. Gates – sekretarz obrony USA
- Robert Gawliński – muzyk, piosenkarz polski
- Robert Gawron – judoka
- Robert George Sands – przywódca IRA
- Robert Głębocki – astrofizyk
- Robert Goddard – amerykański wynalazca
- Robert Goddard – brytyjski pisarz
- Robert Gonera – aktor
- Robert Górski – polski satyryk
- Robert Graves – poeta
- Robert Grzegorczyk – sportowiec
- Robert Gubiec – piłkarz
- Robert Guérin
- Robert Guiscard
- Robert Hanssen
- Robert Hassencamp
- Robert Heinlein
- Robert Herrick
- Robert Hooke
- Robert Hoyzer – niemiecki sędzia piłkarski
- Robert Hunter (1941–2005) – dziennikarz kanadyjski, współzałożyciel Greenpeace
- Robert Hunter (1941–2019) – poeta i piosenkarz amerykański, autor tekstów do piosenek zespołu Grateful Dead
- Robert Iger – szef korporacji Disney (od 30 września 2005 r.)
- Robert Janowski – muzyk
- Robert Jennings
- Robert J. Flaherty
- Robert Johansson – żużlowiec
- Robert Johansson – skoczek narciarski
- Robert Jordan
- Robert J. Szmidt
- Robert Kasprzycki - poeta, muzyk
- Robert Kelleher
- Robert Kennedy – polityk, brat prezydenta USA Johna F. Kennedy’ego
- Robert Kilroy-Silk
- Robert Kiyosaki
- Robert Klein
- Robert Koch – biolog
- Robert Koczarian – prezydent Armenii
- Robert Kołakowski – historyk
- Robert Konatowicz – dziennikarz radiowy
- Robert Korzeniowski – chodziarz
- Robert Kranjec – skoczek narciarski
- Robert Kubica – pierwszy polski kierowca Formuły 1
- Robert Kuczyński – szachista
- Robert Kwiatkowski – polityk
- Robert Edward Lee – generał amerykański
- Roope Latvala – gitarzysta
- Robert Lewandowski – piłkarz
- Robert Lucas – ekonomista, noblista
- Robert Ludlum – pisarz
- Robert Luśnia – polityk
- Robert Makłowicz – kucharz
- Robert Nesta Marley – jamajski muzyk
- Robert Martinez – polityk
- Robert Mateja – skoczek narciarski
- Robert Maxwell – biznesmen
- Robert Mayer – przedsiębiorca
- Rupert Mayer – duchowny
- Robert McNamara – sekretarz obrony USA
- Robert Merle – pisarz
- Robert Merrill – śpiewak
- Robert C. Merton – ekonomista
- Robert K. Merton – socjolog
- Robert Millikan – fizyk, noblista
- Robert Mitchum – aktor
- Robert Leszek Moczulski – polski polityk, doktor historii
- Robert Monroe – amerykański parapsycholog
- Robert Mugabe – prezydent Zimbabwe
- Robert S. Mulliken – fizyk, noblista
- Robert Mundell – ekonomista, noblista
- Roberto Nani – włoski narciarz alpejski
- Robert Noyce – informatyk
- Robert Oppenheimer – fizyk
- Robert D. Orr – polityk
- Robert Owen – działacz polityczny
- Robert Palmer – piosenkarz
- Robert E. Park
- Robert Pastorelli
- Robert Pattinson – brytyjski aktor
- Robert Peary
- Robert Peel
- Robert Pirès – piłkarz
- Robert Penn Warren
- Robert Pershing Wadlow
- Robert Plant – muzyk
- Robert Prescott
- Robert Prevost - Papież
- Robert Quiroga
- Robert Redford – aktor
- Robert Rich
- Robert Riley
- Roberto Rossellini – reżyser i scenarzysta
- Robert Roy Macgregor – szkocki bojownik o niepodległość
- Robert Rozmus – aktor
- Robert T. Rutkowski – polski poeta
- Robert Salvatore
- Robert Sands
- Robert Sarah
- Robert Satanowski
- Robert Sawina
- Robert Schuman – polityk
- Robert Schumann – kompozytor
- Robert Sheckley
- Robert Shrieffer
- Robert Silverberg
- Robert Smith
- Robert Smoktunowicz – prawnik i były senator RP
- Robert Snyder – reżyser filmów dokumentalnych
- Robert Sobera – polski tyczkarz
- Robert Stockinger – dziennikarz i prezenter telewizyjny
- Robert Stefański – polski klarnecista
- Robert Louis Stevenson – pisarz
- Robert Strąk – polityk
- Robert Sycz – wioślarz, mistrz olimpijski
- Robert Szmidt – pisarz SF
- Robert Trujillo – basista
- Robert Urbanek – dyskobol
- Robert Vaughn – aktor
- Robert Wace – poeta, kronikarz
- Robert Walpole – premier Wielkiej Brytanii
- Robert Wandor – polski judoka
- Robert Warren – pisarz
- Robert Warzycha – piłkarz
- Robert Westerholt – gitarzysta
- Robert Winnicki – polski polityk. Od 2015 roku poseł.
- Robert Witschge – pisarz
- Robert Coldwell Wood – działacz
- Robert James Woolsey – polityk
- Robert Zemeckis – pisarz i reżyser
- Robert Zimmerman (Bob Dylan) – piosenkarz, noblista
- Ruprecht z Palatynatu – król niemiecki, zmarł przed bitwą pod Grunwaldem

## Postacie fikcyjne identyfikowane po imieniu Robert
- Robert Baratheon – bohater powieści i serialu Gra o Tron, król Siedmiu Królestw
- Robert Langdon – bohater powieści Dana Browna: Anioły i demony, Kod Leonarda da Vinci i Zaginiony symbol
- Robert Loxley – bohater filmu Ridleya Scotta Robin Hood grany przez Douglasa Hodge'a.
- Robert Shapiro – jeden z głównych bohaterów serialu Victoria znaczy zwycięstwo grany przez Matta Bennetta.
- Robert Szykulski – jeden z głównych bohaterów serii książek Koalicja Szpiegów.
- Roberto „Berto” Martinez – pierwszoplanowy bohater serialu Max Steel. Młody technikiem N-Teku.
- Bob Kerman – astronauta w grze Kerbal Space Program. Jest najbardziej rozgarnięty a zarazem najbardziej tchórzliwy z Pierwotnej Trójki.
- SpongeBob Kanciastoporty – główny, tytułowy bohater serialu o tej samej nazwie.
- Rupert – pluszowy miś, ukochana zabawka Stewiego Griffina, głównego bohatera serialu popularnego Family Guy